# 西正典
西 正典（にし まさのり、1954年（昭和29年）3月18日 - ）は、日本の防衛官僚。第30代防衛事務次官、退官後に防衛大臣政策参与を務めた。

## 略歴
- 国家公務員試験上級職（法律）合格
- 1978年（昭和53年）3月：東京大学法学部卒業
- 1978年（昭和53年）4月：防衛庁に入庁。経理局会計課
- 1979年（昭和54年）4月：防衛局防衛課
- 1980年（昭和55年）4月：長官官房総務課
- 1981年（昭和56年）4月：通商産業省基礎産業局総務課
- 1981年（昭和56年）6月：通商産業省基礎産業局製鉄課
- 1983年（昭和58年）4月：長官官房総務課（1983年-1985年オックスフォード大学（トリニティ・カレッジ）留学、国際関係論修士課程修了[1]）
- 1986年（昭和61年）6月：経理局会計課予算・決算班
- 1988年（昭和63年）6月：人事局人事第一課
- 1989年（平成元年）9月：防衛局防衛課総括班長
- 1991年（平成3年）5月：（兼）防衛局防衛課政策班長
- 1991年（平成3年）11月：長官官房総務課（秘書官事務取扱）
- 1992年（平成4年）12月：長官官房総務課国際室長
- 1993年（平成5年）7月：長官官房企画官（兼）装備局管理課
- 1995年（平成7年）8月：長官官房秘書課（米国 Atlantic Council[2]）
- 1996年（平成8年）7月：装備局武器需品課長
- 1997年（平成9年）7月：装備局艦船武器課長
- 1998年（平成10年）6月：防衛施設庁施設部施設企画課長
- 2000年（平成12年）6月：長官官房広報課長
- 2002年（平成14年）8月：長官官房秘書課長
- 2004年（平成16年）7月：那覇防衛施設局長
- 2006年（平成18年）1月：技術研究本部副本部長
- 2006年（平成18年）8月：外務省大臣官房審議官
- 2007年（平成19年）2月：外務省大臣官房

（併）内閣府大臣官房審議官 大臣官房遺棄化学兵器処理担当室長
（併）内閣官房内閣審議官（内閣官房副長官補付）内閣官房遺棄化学兵器処理対策室長
- 2009年（平成21年）8月：防衛省経理装備局長
- 2011年（平成23年）8月：防衛政策局長
- 2013年（平成25年）4月：防衛事務次官
- 2015年（平成27年）10月1日：退任[3]

10月16日：防衛大臣政策参与
- 2016年（平成28年）2月1日：米戦略国際問題研究所客員研究員（フェロー）[4]

3月1日：日本生命特別顧問
12月28日：防衛大臣政策参与退職
- 2017年（平成29年）8月8日：第3次安倍内閣 (第3次改造)にて防衛大臣に就任した小野寺五典より防衛大臣政策参与に任命[6]
- 2018年（平成30年）10月2日：内閣改造に伴い防衛大臣政策参与を退職[7]。
- 2024年（令和6年）：瑞宝重光章受章[8]。

## その他
防衛省合気道連合会の会長を務めており、合気道参段。

## 同期入庁
- 髙見澤將林（軍縮会議日本政府代表部大使、内閣官房副長官補を歴任）